# Беспосадочный перелёт Москва — остров Удд
Беспосадочный перелёт Москва — остров Удд — беспосадочный перелёт советских авиаторов, совершённый 20—22 июля 1936 года на самолёте АНТ-25 в составе: командир экипажа — В. П. Чкалов, второй пилот — Г. Ф. Байдуков и штурман — А. В. Беляков.

## История
Осенью 1935 года 2-й пилот — лётчик Байдуков предложил командиру Чкалову организовать рекордный перелёт из СССР в США через Северный полюс и возглавить экипаж самолёта. Весной 1936 года Чкалов, Байдуков и Беляков обратились в правительство с предложением провести такой перелёт, но Сталин, опасаясь повторения неудачной попытки перелёта Леваневского (в августе 1935 года попытка перелёта С. Леваневского, Г. Байдукова и В. Левченко по маршруту Москва — Северный полюс — Сан-Франциско была прервана из-за неисправности), указал другой план маршрута: Москва — Петропавловск-Камчатский.
Перелёт по маршруту Москва — Земля Франца-Иосифа — Северная Земля — Петропавловск-Камчатский — остров Удд стартовал 20 июля 1936 года и продолжался 56 часов 20 минут до посадки на песчаной косе острова Удд (ныне — остров Чкалова). До намеченного места посадки — Хабаровска — самолёт не долетел ввиду резкого ухудшения погоды (над Охотским морем экипаж вёл машину на высоте 50-100 метров из-за тумана). Экипаж остался на ночь у местной жительницы — Фетиньи Андреевны Смирновой. Чтобы снова взлететь, понадобилось построить деревянную ВПП длиной 500 метров. Эта полоса была построена силами дальневосточных пограничников, они же обеспечивали радиосвязь экипажа с Москвой. 28 июля полоса была закончена, и самолёт вылетел с острова в 8 часов 15 минут утра 2 августа 1936 года.
Первая посадка на обратном пути была в Хабаровске. 6 августа экипаж вылетел из Хабаровска. По пути в Москву были сделаны посадки в Красноярске и Омске (8 августа). В Москву самолёт прилетел 10 августа 1936 года. Перед посадкой АНТ-25, в сопровождении воздушного эскорта из 12 самолётов, сделал круг над Кремлём. В 17 часов самолёт совершил посадку на Щёлковском (теперь «Чкаловский») аэродроме. Об исключительной важности этого перелёта для того времени говорит тот факт, что возвратившийся в Москву самолёт приехал лично встречать на аэродром И. В. Сталин.
Общая протяжённость маршрута составила 9374 километра (однако в соответствии с правилами Международной авиационной федерации в зачёт принималась дальность, равная кратчайшему расстоянию между точками взлёта и посадки по земной поверхности. Для перелёта Москва — остров Удд эта величина приблизительно равна 6000 км, что значительно меньше актуального на тот момент рекорда дальности полёта по прямой в 9105 км). Уже на острове Удд на борт самолёта была нанесена надпись «Сталинский маршрут», сохранённая и при следующем перелёте — через Северный полюс.

## Награды
- За этот перелёт весь экипаж 24 июля 1936 года был удостоен звания Героев Советского Союза.

## Память
- В 1936 году была издана книга «По сталинскому маршруту»[4])

- В 1986 году, в 50-летие этого легендарного перелёта, на острове был установлен памятник[5].
- В 2006 году, в честь 70-летия этого полёта, экипаж самолёта «Су-30» ВВС России (Анатолий Квочур и Сергей Коростиев) пролетел этим же маршрутом[6]. «Су-30» вылетел в 2 часа 30 минут 8 сентября с аэродрома в Жуковском и, достигнув острова Чкалов, спустя 13 часов 12 минут — благополучно вернулся обратно в Жуковский. Расстояние, пройденное самолётом, составило 12 417 км, при этом было выполнено 5 дозаправок в воздухе.
- В 2011 году, в честь 75-летия полёта, этим же маршрутом на двух моторных дельтапланах пролетели Александр Щербаков и Андрей Борисевский[7].
- В 2011 году был выпущен почтовый конверт России, посвящённый 75-летию перелёта.[8]